# Rerradiación
La rerradiación es un fenómeno de radiación de un cuerpo que está sometido a su vez a radiación externa. Se denomina de esta forma para reservar el nombre de radiación para la radiación incidente sobre el cuerpo descrito, que llegará a un equilibrio térmico en el que habrá un balance neto entre la radiación recibida con la propia rerradiación emitida.
- Datos: Q9068189